# سگ وحشی آسیایی
سگ وحشی آسیایی یا سگ جنگلی یا سگ وحشی هندی یا سگ سرخ (نام علمی: Cuon alpinus) پستانداری است که در خاور دور٬ آسیای مرکزی و جنوب آسیا زندگی می‌کند. این جانور در خطر انقراض قرار دارد. سگ وحشی آسیایی در مناطق جنگلی آسیا از جمله کشورهای چین و هند زندگی می‌کند و سگ‌سانی بسیار کمیاب است.

## توصیف ظاهری
سگ جنگلی با دمی سیاه رنگ و پشمالو و بدنی قرمز رنگ به راحتی تشخیص داده می‌شوند. این جانور گوشت‌خوار است. سگ‌های جنگلی اجتماعی هستند و اغلب در دسته‌هایی که به بیش از ۲۰ قلاده می‌رسد و به شکار می‌پردازند. توله‌ها به رنگ خاکستری تیره‌اند. ممکن است با سگ‌های اهلی هم جفت‌گیری کنند. سگ‌های جنگلی از موفق‌ترین شکارچیان به‌شمار می‌آیند. سگ‌های جنگلی یا سگ‌های قرمز حدود ۹۰ سانتی‌متر طول دارند. طول آن‌ها به ۶۷–۱۱۲ سانتی‌متر می‌رسد و وزنشنان ۱۵–۲۵ کیلوگرم.

## وضعیت بقا
این جانور تعداد کمی دارد و در فهرست سرخ IUCN قرار دارد یعنی این پستاندار در مدت کوتاهی منقرض می‌شود. شکارچیان این جانور را برای پوست شکار می‌کنند.

## تغذیه
این جانور از گوزن، بز، آهو، خرگوش، موش‌آهو، گاو، بنتنگ، گاومیش و گراز تغذیه می‌کند. آن‌ها می‌توانند یک جانور ۲۰۰ کیلویی را از پا در بیاورند. آنها می‌توانند یک ببر را هم از پا در بیاورند (حدود هفت عدد از سگ‌های جنگلی).

## زندگی
سگ وحشی آسیایی به صورت گروهی زندگی می‌کند.

## زیرگونه‌ها
سگ جنگلی برمه‌ای نام علمی: Cuon alpinus adjustus وضع‌کننده نام علمی:(Pocock, ۱۹۴۱)
سگ جنگلی چینی نام علمی: Cuon alpinus alpinus وضع‌کننده نام علمی:(Pallas, ۱۸۱۱)
C. a. fumosus نام علمی: Cuon alpinus fumosus وضع‌کننده نام علمی:(Pocock, ۱۹۳۶)
سگ جنگلی تین شان نام علمی: Cuon alpinus hesperius وضع‌کننده نام علمی:(Afanasjev and Zolotarev, ۱۹۳۵)
C. a. laniger نام علمی: Cuon alpinus laniger وضع‌کننده نام علمی:(Pocock, ۱۹۳۶)
C. a. lepturus نام علمی: Cuon alpinus lepturus وضع‌کننده نام علمی:(Heude, ۱۸۹۲)
سگ جنگلی سوماترایی نام علمی: Cuon alpinus sumatrensis وضع‌کننده نام علمی:(Hardwicke, ۱۸۲۱)
C. a. antiquus نام علمی: Cuon alpinus antiquus وضع‌کننده نام علمی:(Matthew and Granger, ۱۹۲۳) †
C. a. caucasicus نام علمی: Cuon alpinus caucasicus وضع‌کننده نام علمی:(؟, ؟) †
سگ جنگلی اروپایی نام علمی: Cuon alpinus europaeus وضع‌کننده نام علمی:(Bourguignat, ۱۸۷۵) †

## پراکنش
سگ جنگلی در هند، جاوه، سوماترا، قزاقستان، کامبوج، قرقیزستان، تایلند، تاجیکستان، چین، کره، نپال، بنگلادش، بوتان، ویتنام، مالزی، میانمار، مغولستان، لائوس و روسیه زندگی می‌کند.

## نگارخانه

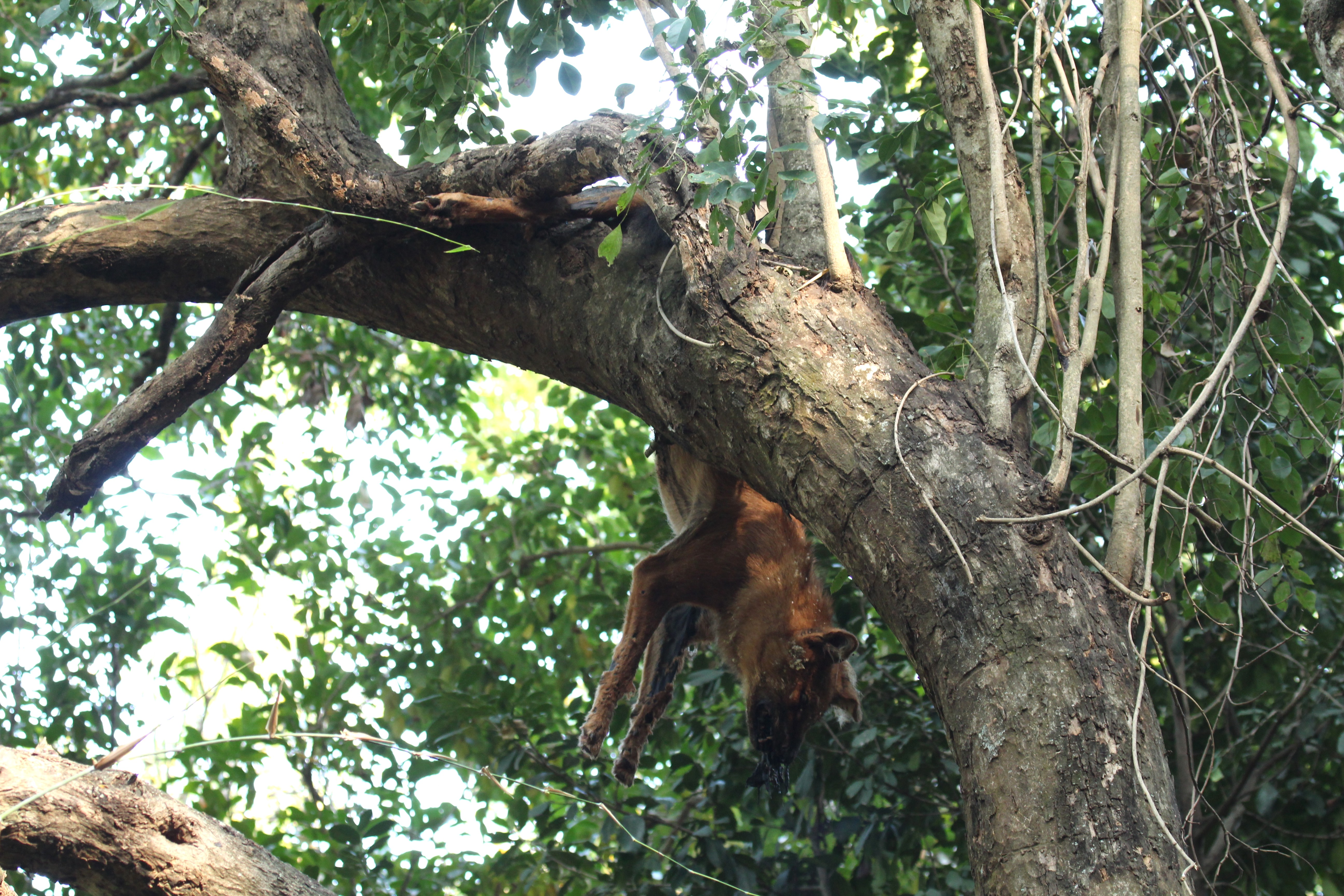
سگ جنگلی شکار و آویزان شده بر درخت توسط پلنگ

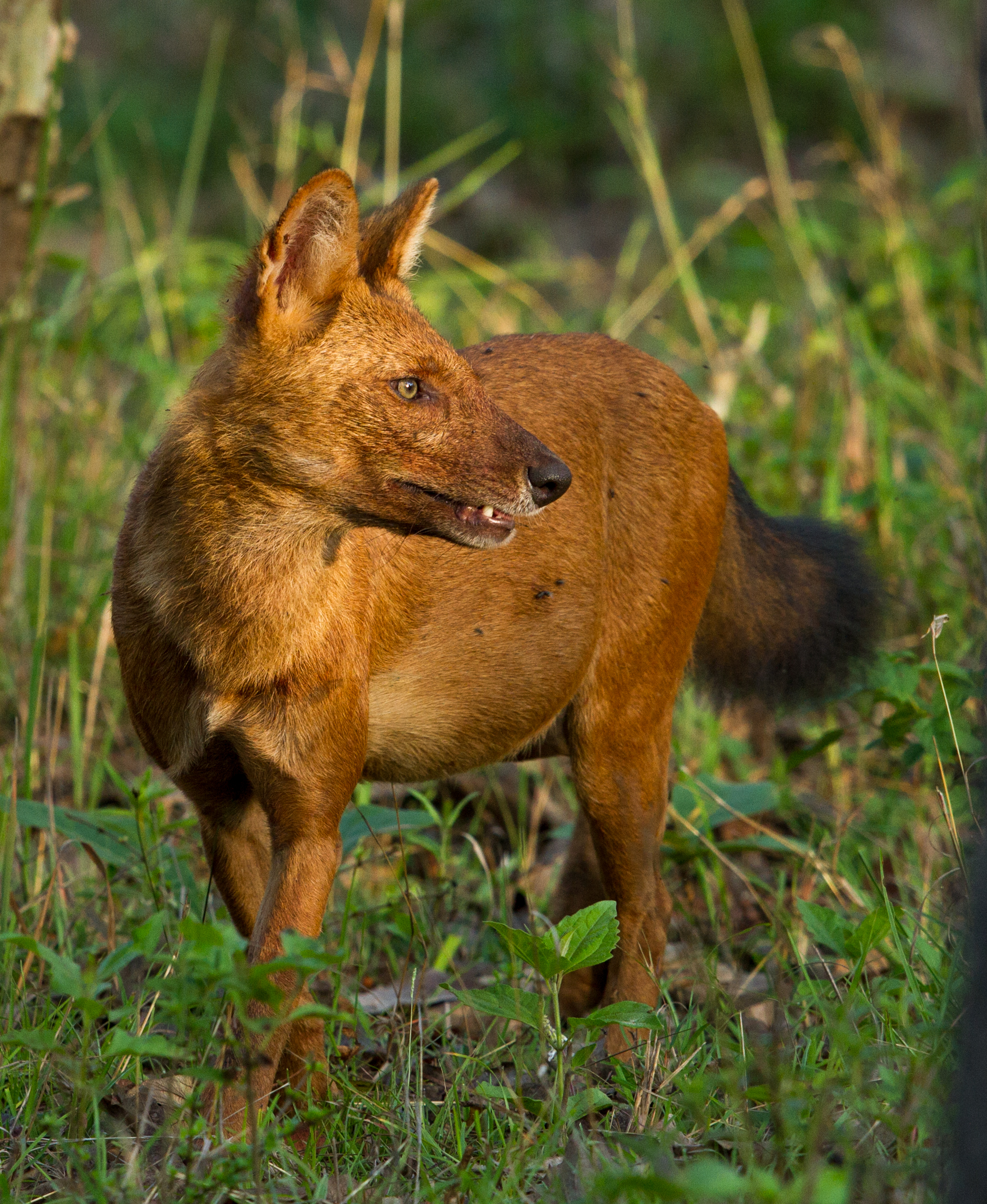
سگ جنگلی هندی

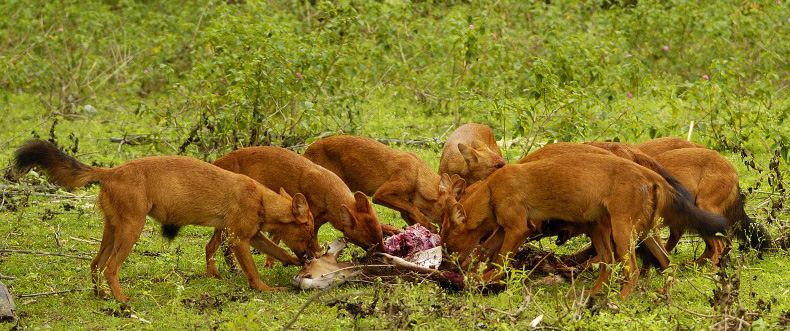

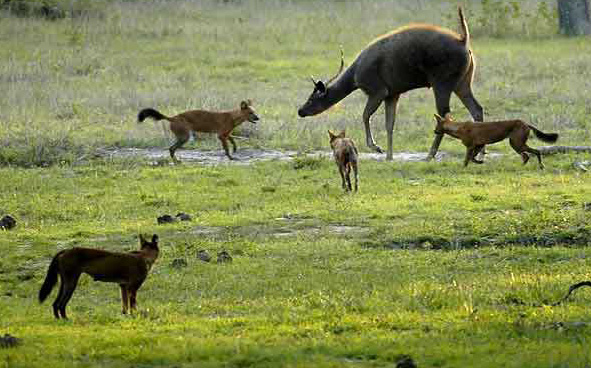

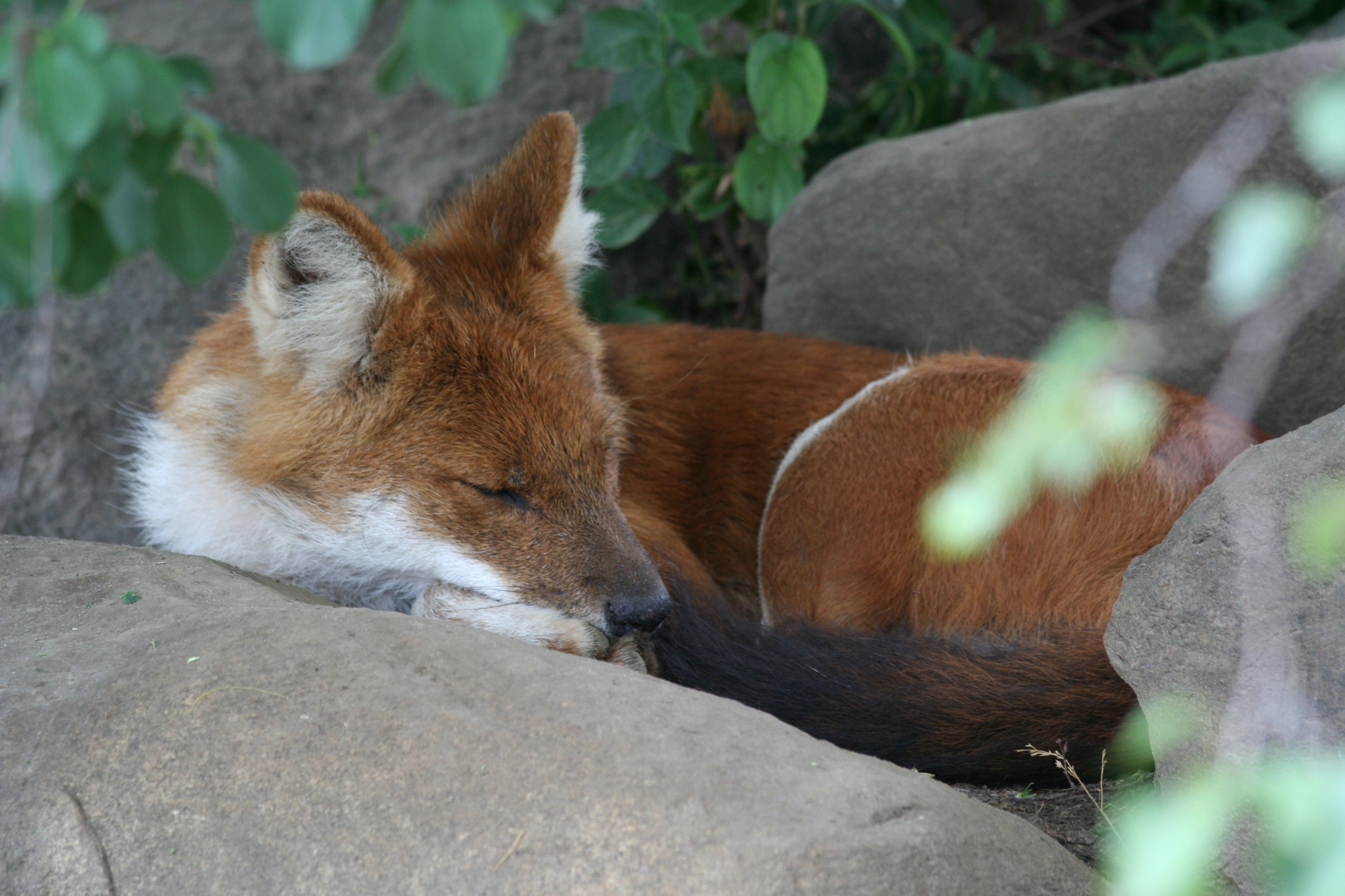

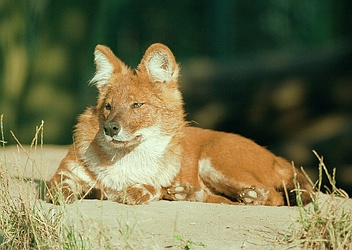

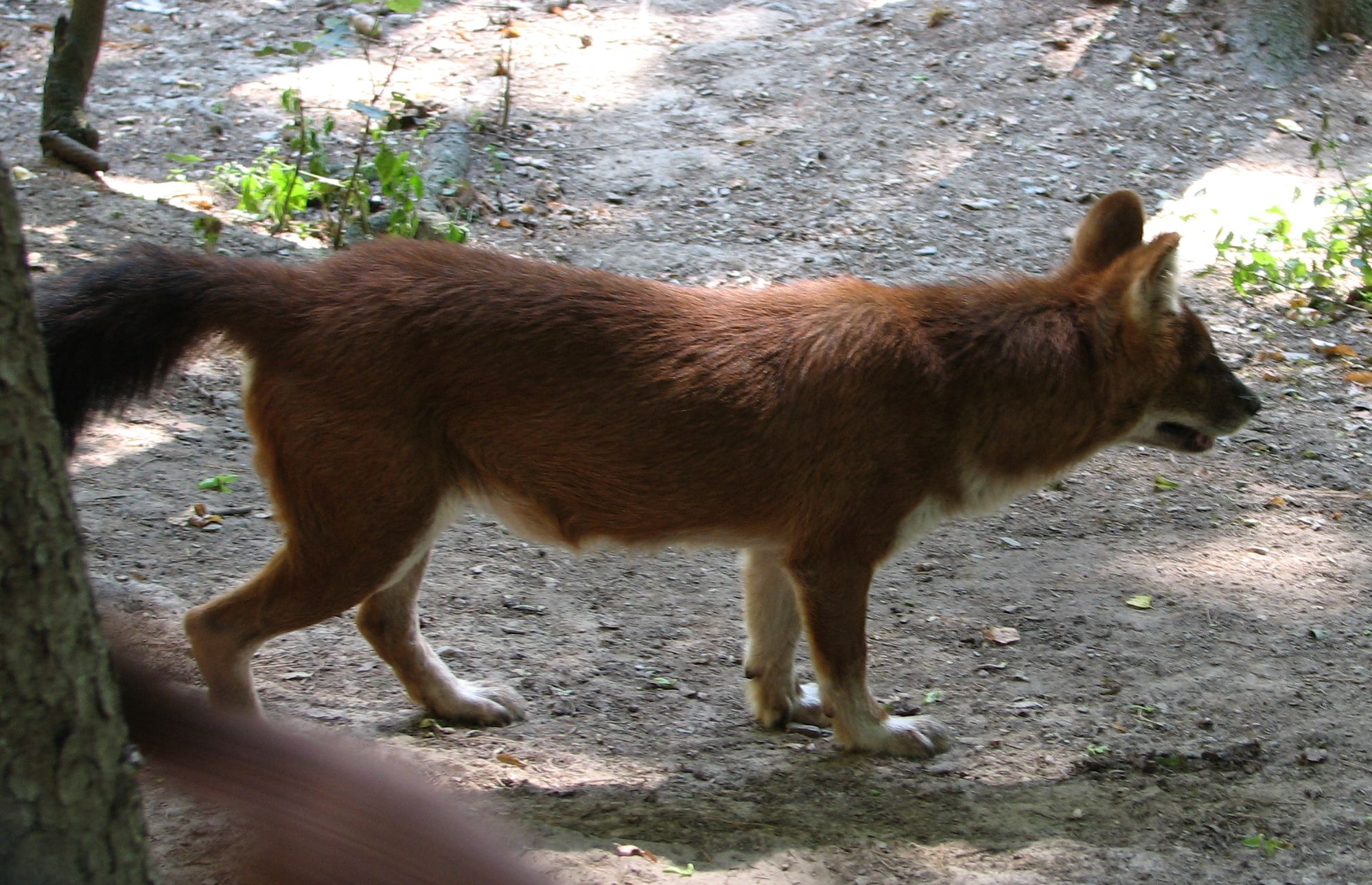

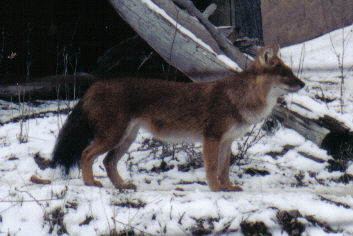

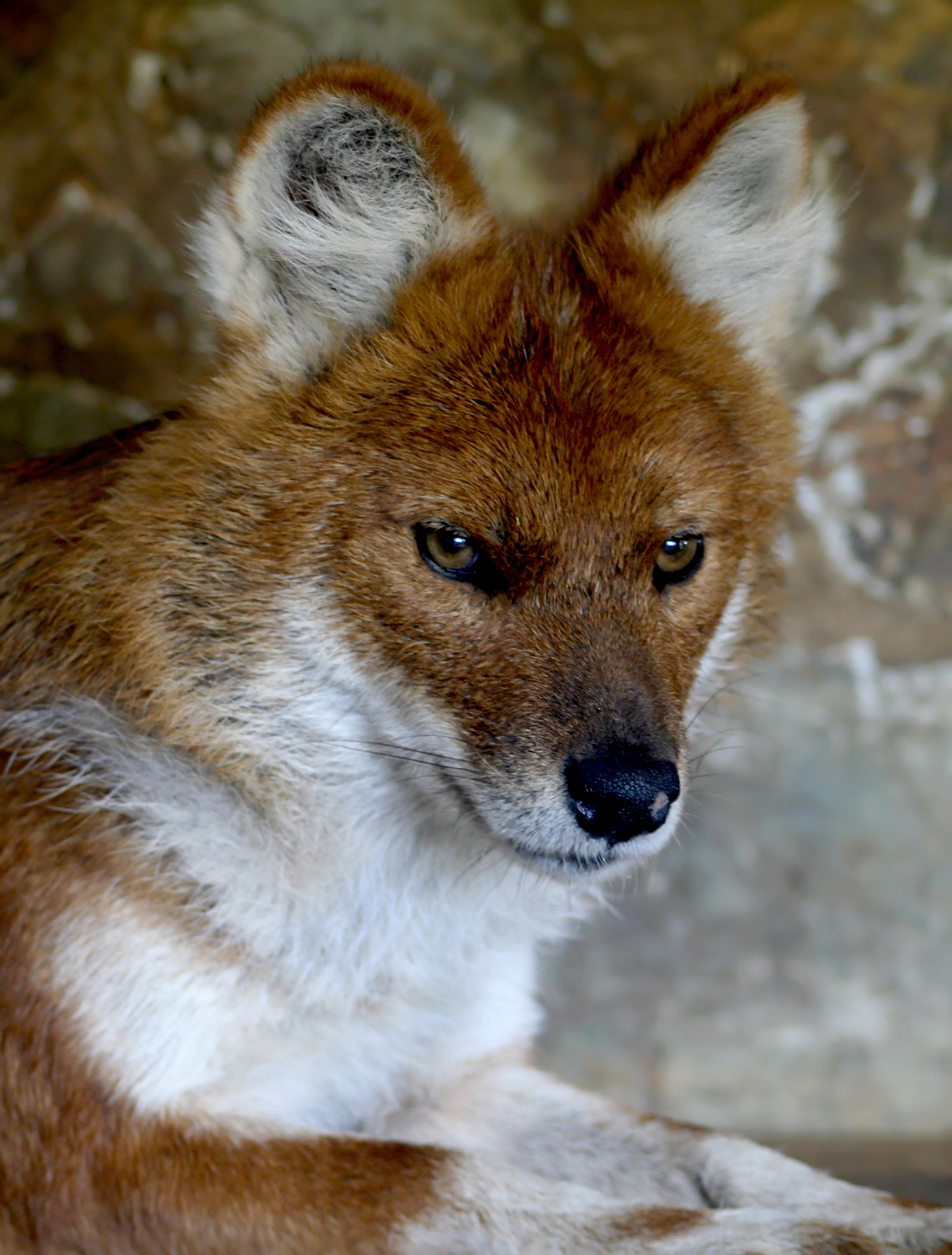

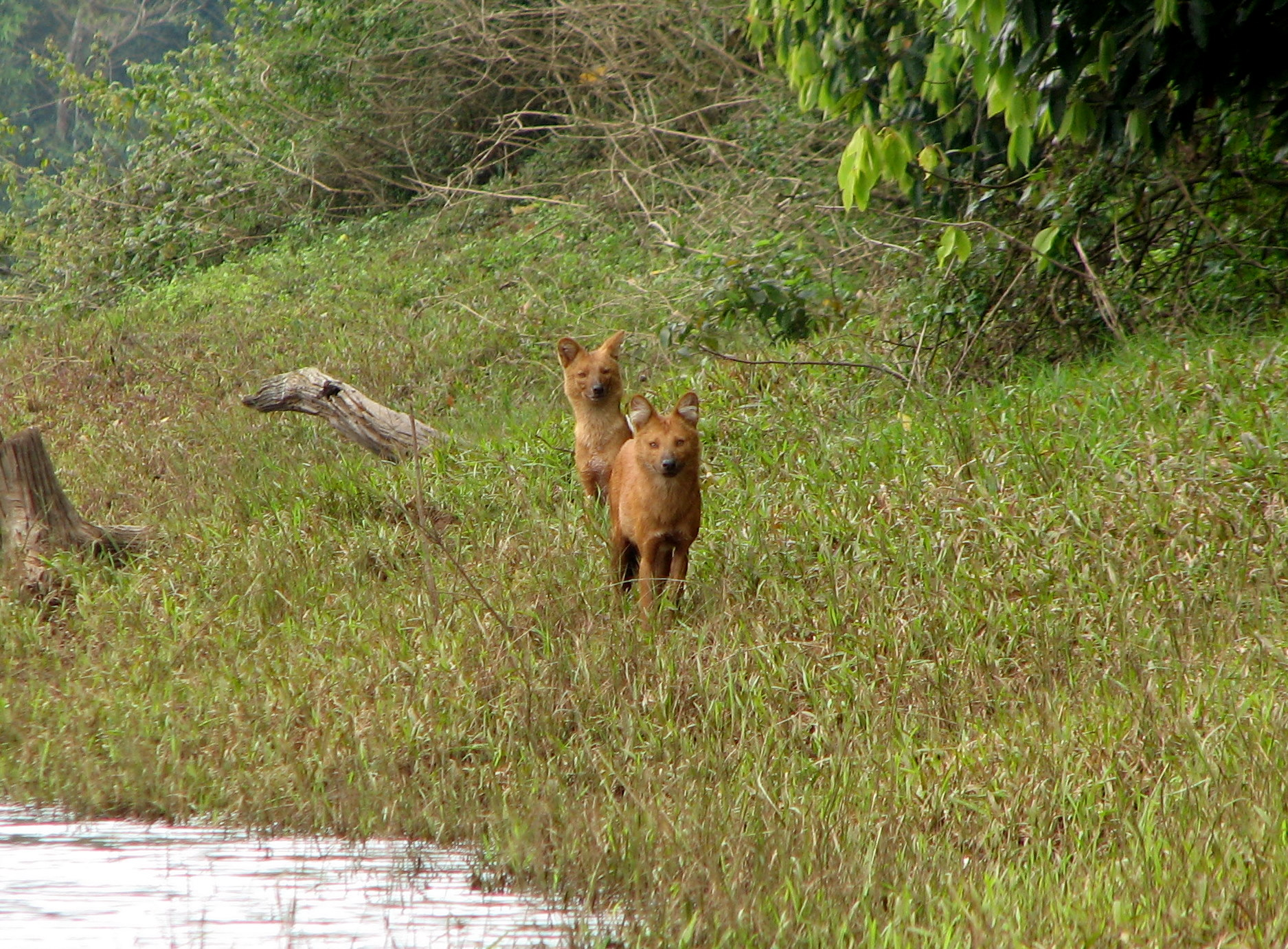

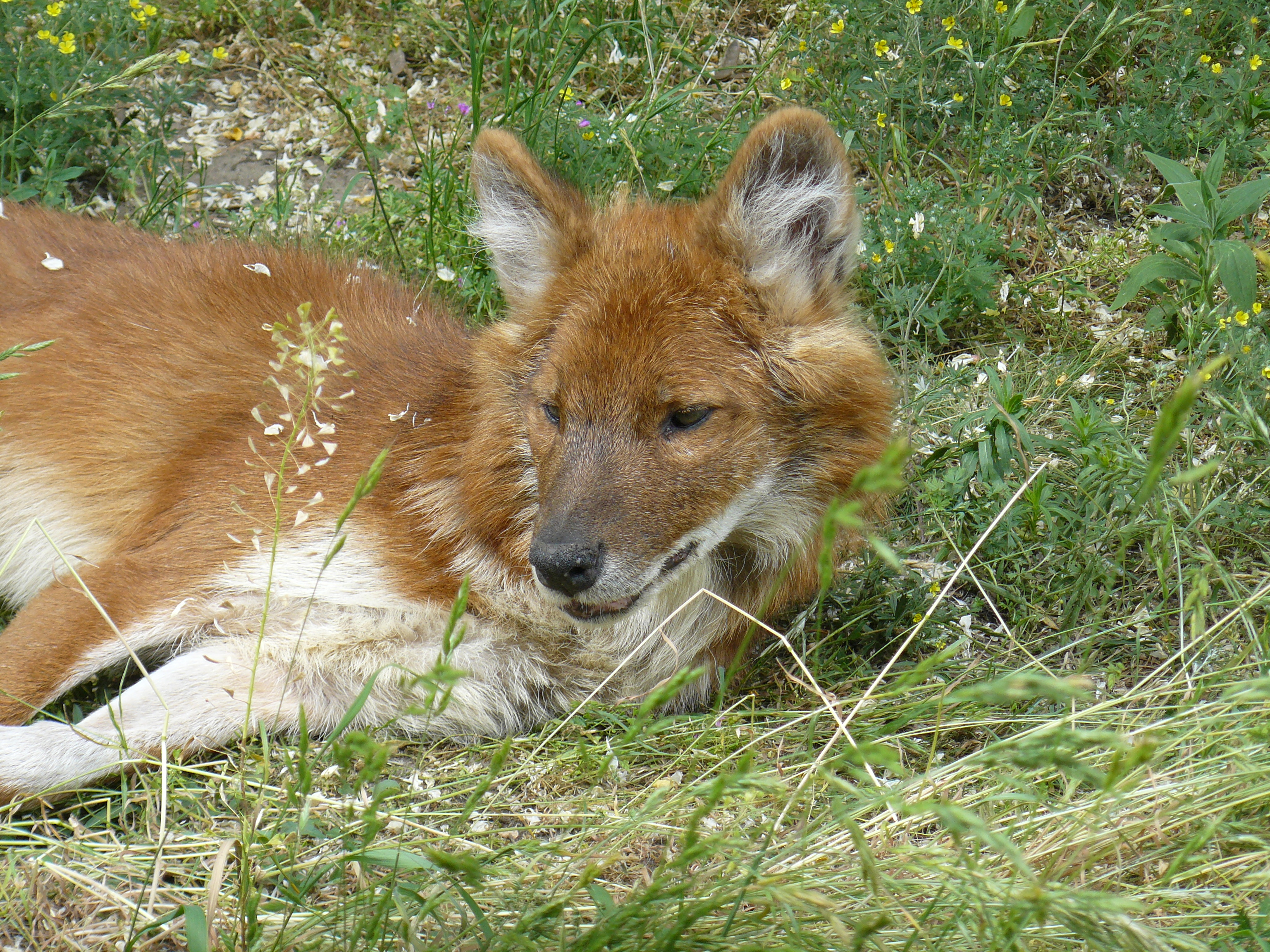

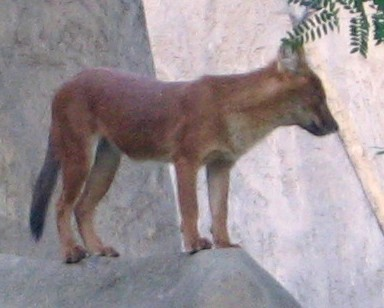

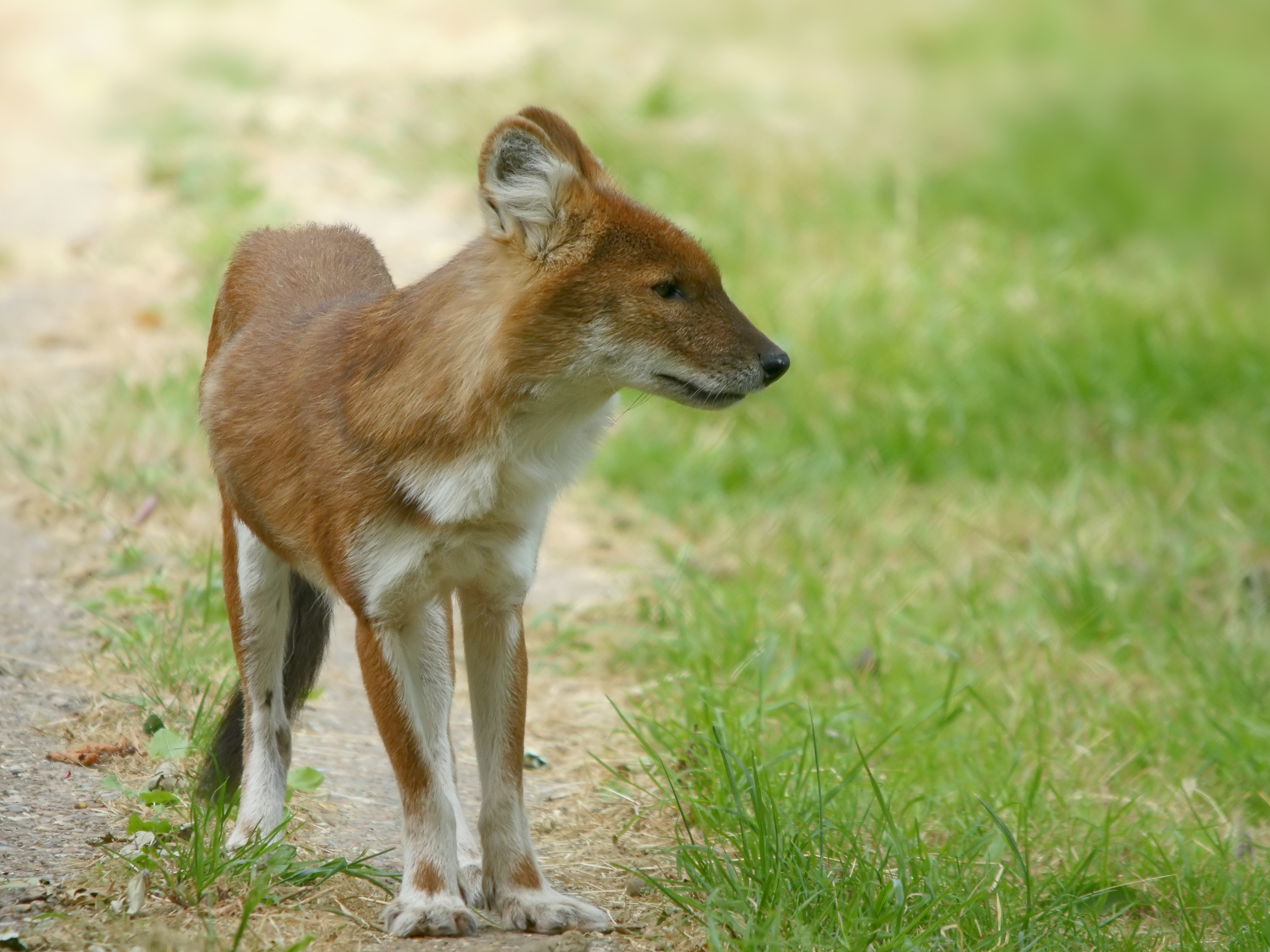
سگ جنگلی چینی

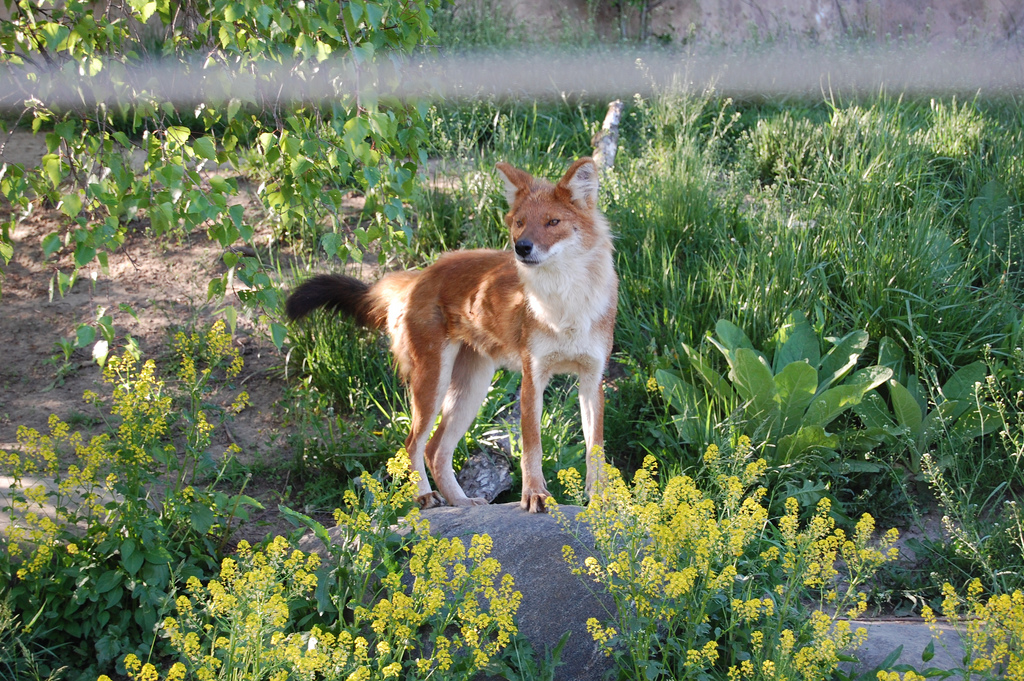

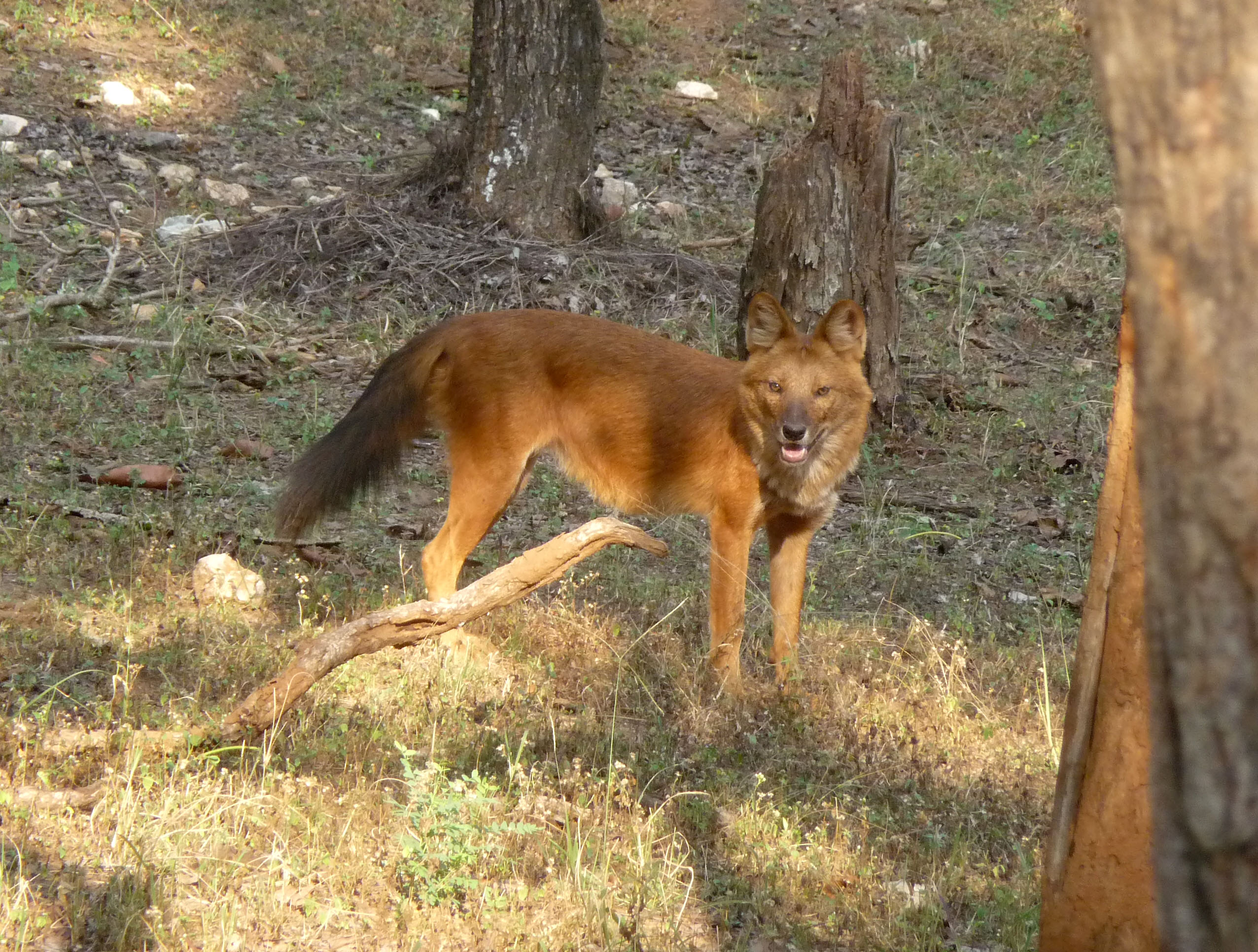

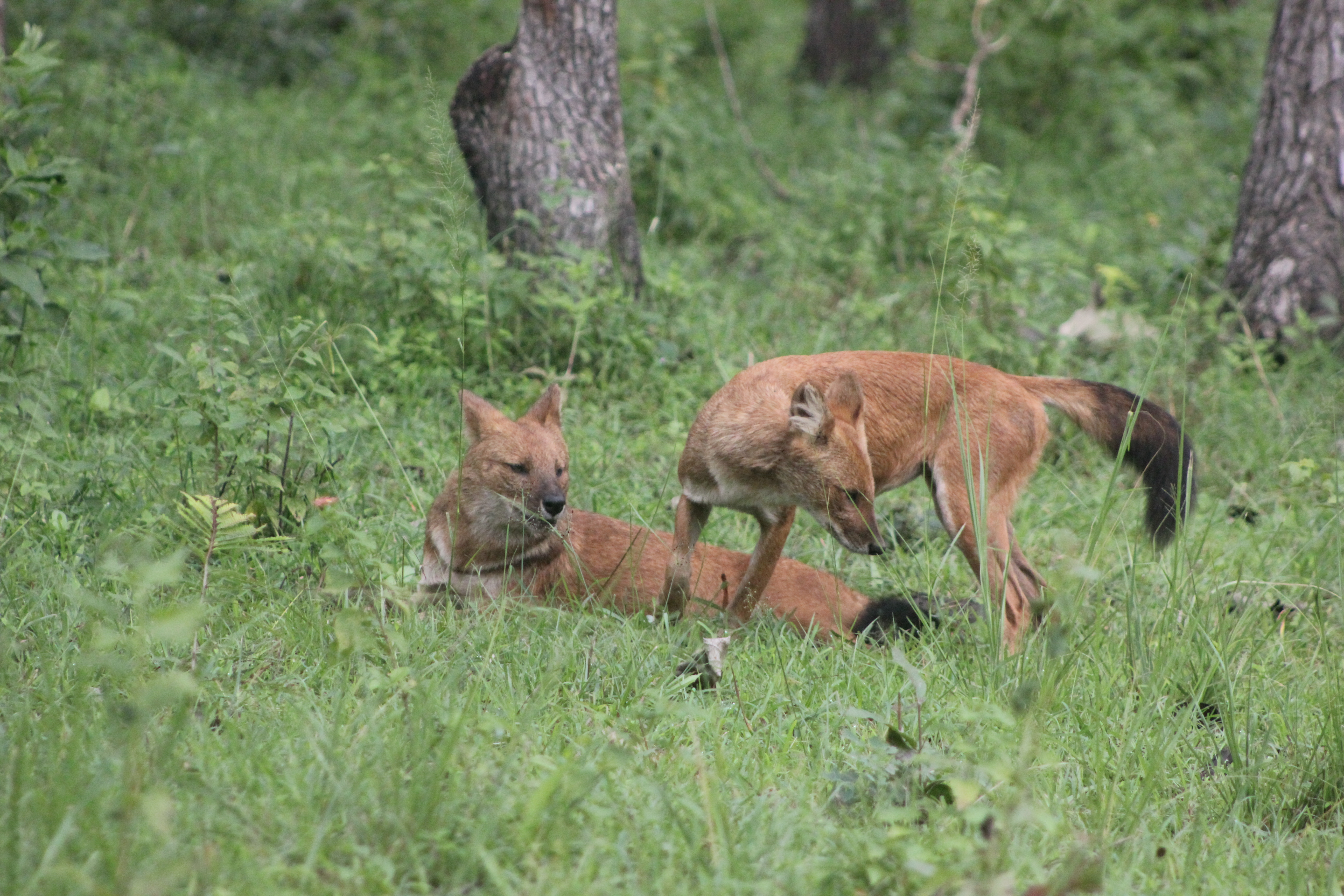

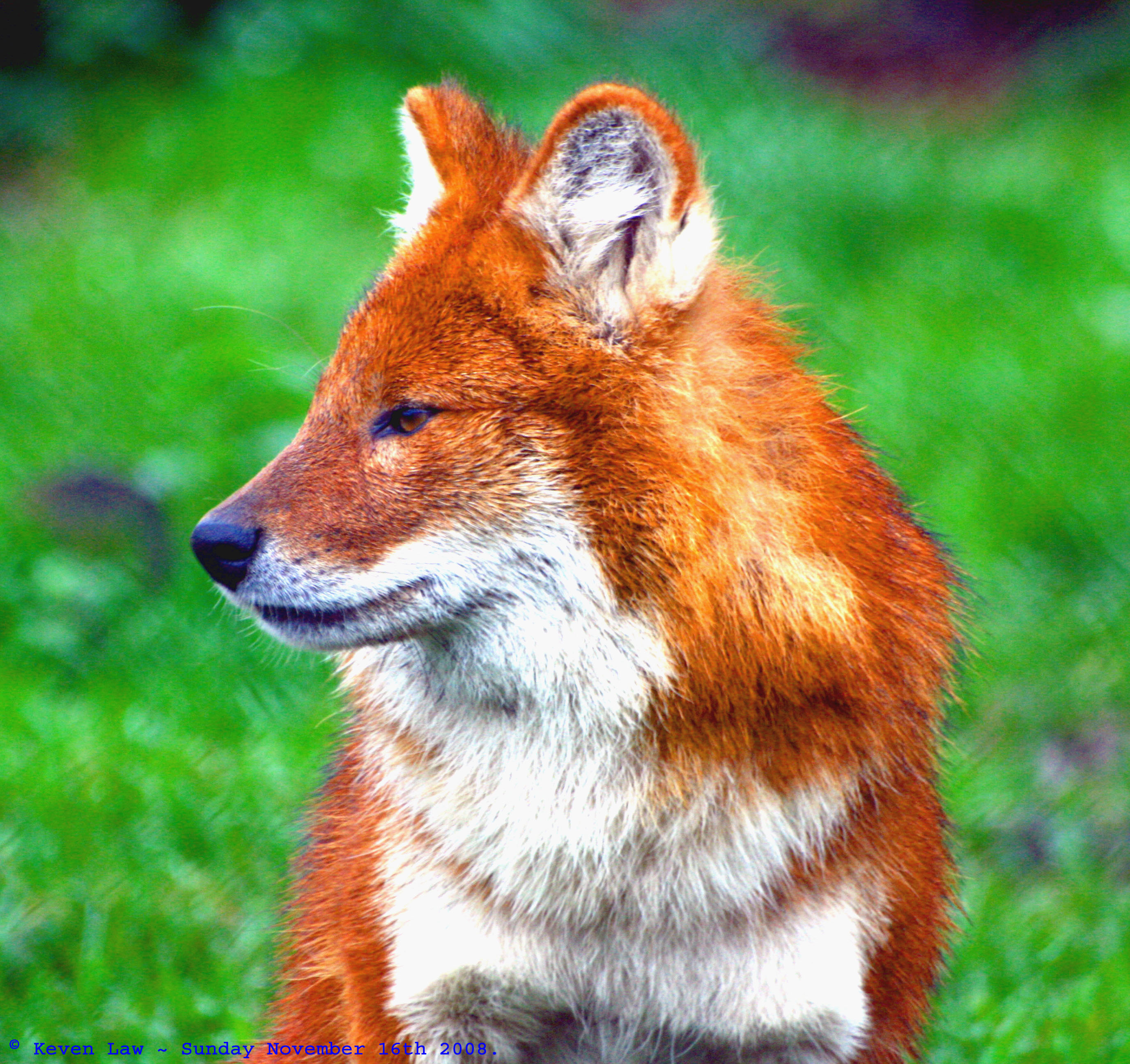

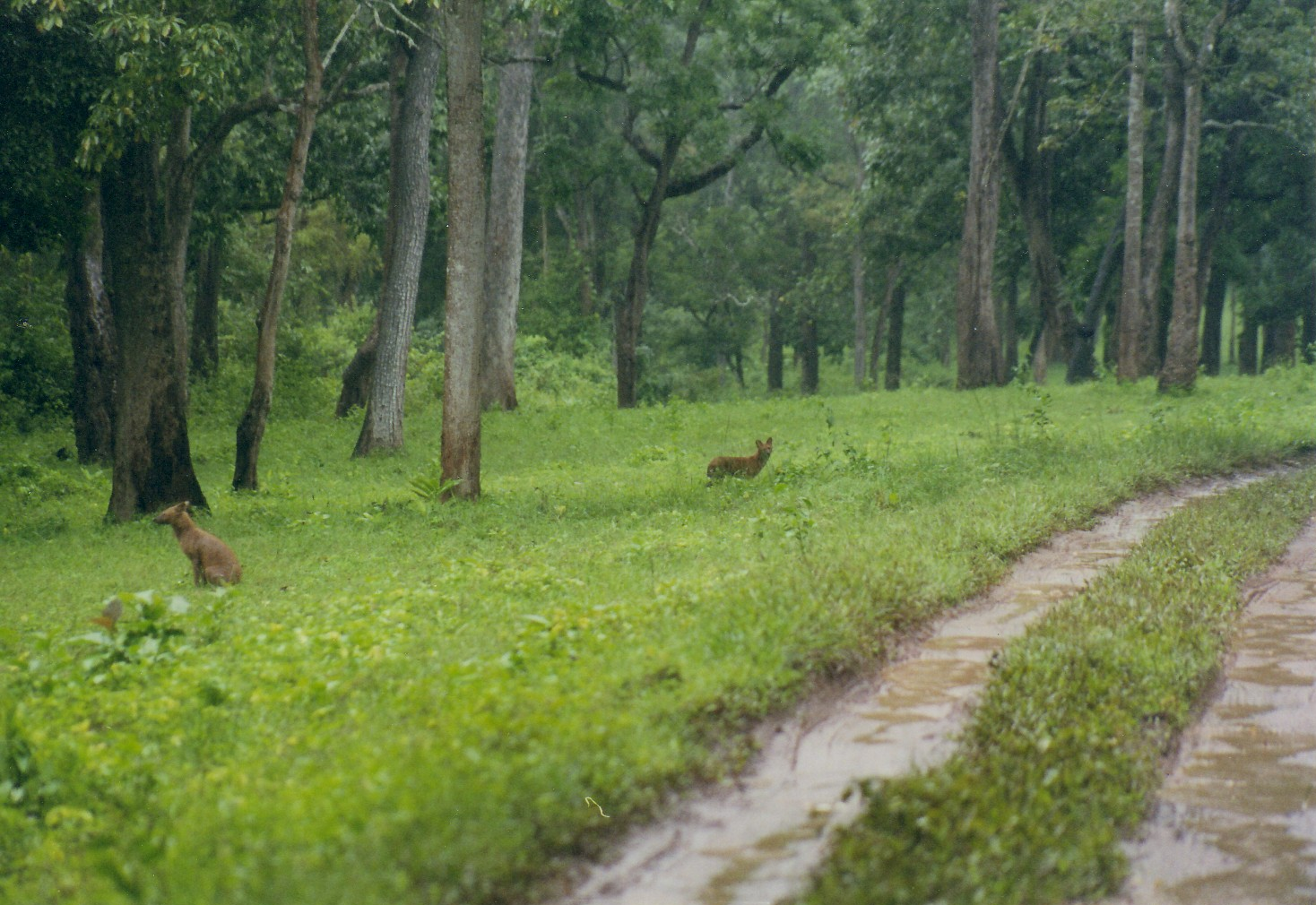

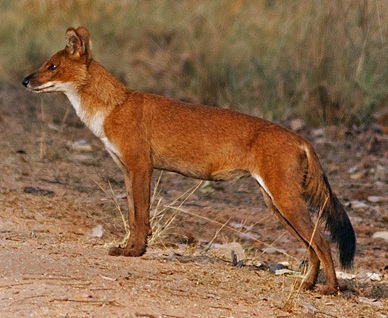

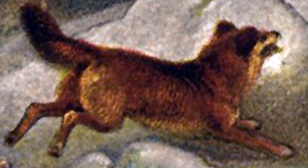

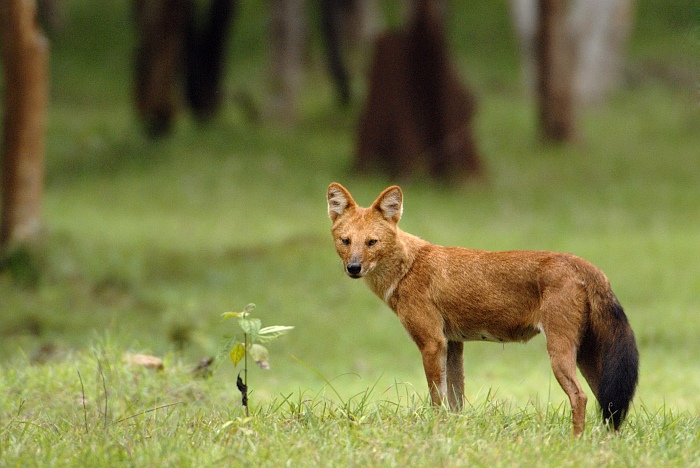

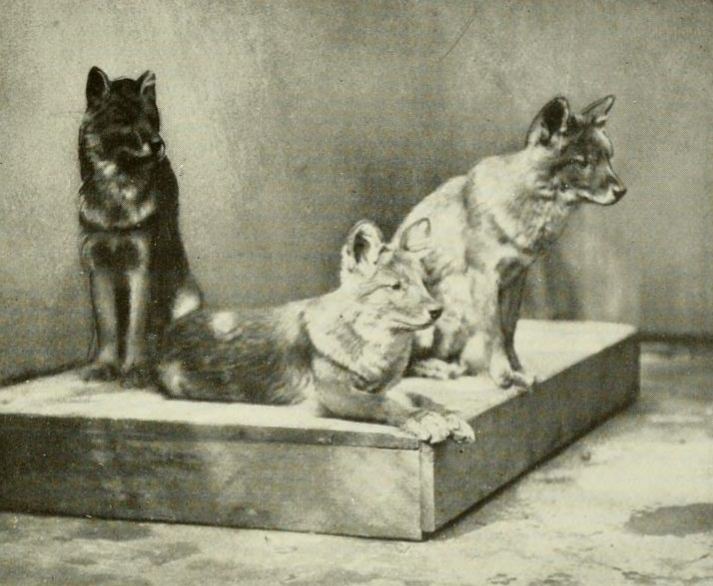

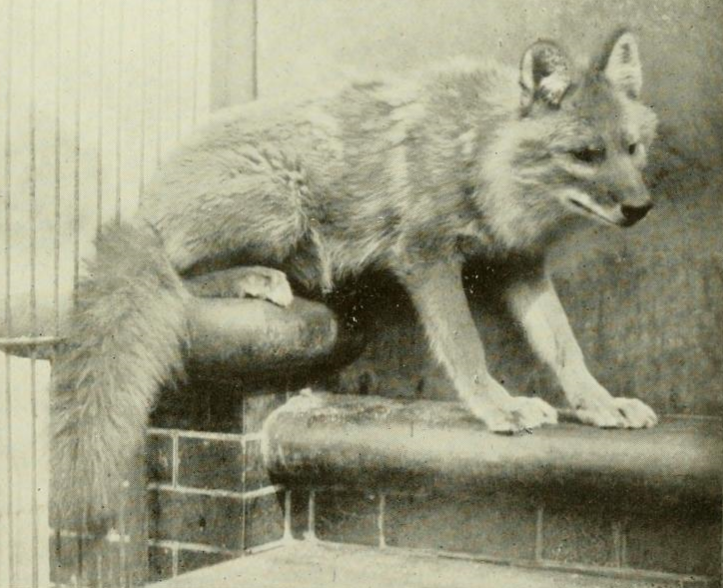

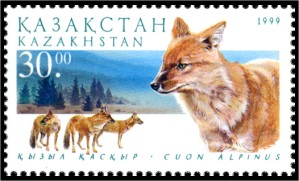